# 코카나무
코카나무는 코카나무과에 속하는 상록관목으로 높이는 1-2m이고, 페루와 볼리비아 등지에서 자생하며 재배도 한다.
우라누코 코카나무와 트루히요 코카나무가 대표적이며, 잎은 타원형 또는 달걀 모양이며, 흰색의 작은 꽃이 피었다가 붉은색 열매가 맺힌다. 이 나무의 말린 잎에는 코카인·트로파코카인·하이그린 같은 마약 성분이 들어 있다. 코카나무의 잎은 고산병의 증세를 완화시키기도 한다. 또한 남미의 포토시 광산 등 고된 작업을 하는 곳에서는 코카나무의 잎이 배고픔을 덜어준다고 하여 현지인들이 계속 씹기도 한다.

## 참고 문헌
- 이 문서에는 다음커뮤니케이션(현 카카오)에서 GFDL 또는 CC-SA 라이선스로 배포한 글로벌 세계대백과사전의 내용을 기초로 작성된 글이 포함되어 있습니다.